# CSNET
La Computer Science Network (CSNET) va ser una xarxa d'ordinadors que va començar a funcionar l'any 1981 als Estats Units d'Amèrica.
La seva finalitat era ampliar els beneficis de la xarxa, per als departaments d'informàtica d'institucions acadèmiques i de recerca que no podien estar connectades directament a ARPANET, per limitacions de finançament o autorització. Va tenir un paper important en la difusió de la consciència i l'accés a les xarxes nacionals i va ser una fita important en el camí cap al desenvolupament d'Internet global.
CSNET va ser finançat per la National Science Foundation durant un període inicial de tres anys, de 1981 a 1984.

## Història
Lawrence Landweber, de la Universitat de Wisconsin-Madison, va preparar la proposta original de CSNET, en nom d'un consorci d'universitats (Georgia Tech, Universitat de Minnesota, Universitat de Nou Mèxic, Universitat d'Oklahoma, Universitat Purdue, Universitat de Califòrnia a Berkeley, Universitat d'Utah, Universitat de Virgínia, Universitat de Washington, Universitat de Wisconsin i Universitat Yale). La National Science Foundation (NSF) dels EUA va demanar una revisió a David J. Farber, de la Universitat de Delaware. Farber va assignar la tasca al seu estudiant graduat Dave Crocker, que ja estava actiu en el desenvolupament del correu electrònic. El projecte es va considerar interessant però necessitava un perfeccionament important. La proposta finalment va obtenir el suport de Vinton Cerf i DARPA. El 1980, la NSF va atorgar 5 milions de dòlars per llançar la xarxa. Va ser un projecte inusualment gran per a la NSF en aquell moment.
Una estipulació per a l'adjudicació del contracte era que la xarxa havia de ser autosuficient el 1986.
El primer equip directiu estava format per Landweber (Universitat de Wisconsin), Farber (Universitat de Delaware), Peter J. Denning (Universitat Purdue), Anthony C. Hearn (RAND Corporation) i Bill Kern de la NSF. Un cop CSNET va estar completament operatiu, els sistemes i les operacions de xarxa en curs es van transferir a un equip dirigit per Richard Edmiston a Bolt Beranek i Newman (BBN) de Cambridge, Massachusetts el 1984.
L'equip de la Universitat Purdue, format per Peter Denning, Douglas Comer i Paul McNabb, va ser el responsable de dissenyar i construir les interfícies del nucli que permetrien que llocs fora de la infraestructura d'ARPANET es connectessin mitjançant xarxes públiques X.25, com Telenet. El mecanisme va permetre als sistemes amb piles de xarxa TCP/IP utilitzar un dispositiu de xarxa X.25, amb datagrames IP enviats mitjançant sessions X.25 assignades dinàmicament. La Universitat Purdue i altres llocs amb accés a ARPANET actuarien com a passarel·les a ARPANET, permetent que els llocs que no siguin ARPANET tinguin correu electrònic, telnet, ftp i altres formes d'accés a la xarxa directament a ARPANET.
El 1981, tres llocs estaven connectats: Universitat de Delaware, Universitat de Princeton i Universitat Purdue. El 1982, 24 llocs estaven connectats, ampliant-se a 84 llocs el 1984, inclòs un a Israel. Poc després, es van establir connexions amb els departaments d'informàtica d'Austràlia, Canadà, França, Alemanya, Corea i Japó. CSNET finalment va connectar més de 180 institucions.
Un dels primers experiments de distribució de programari lliure en xarxa, netlib, estava disponible a CSNET.
CSNET va ser un precursor de la National Science Foundation Network (NSFNet) que finalment es va convertir en una columna vertebral d'Internet. CSNET va funcionar de manera autònoma fins al 1989, quan es va fusionar amb Bitnet per formar la Corporació per a la Recerca i la Xarxa Educativa (CREN). El 1991, l'èxit de les xarxes regionals patrocinades per NSFNET i NSF havia fet que els serveis CSNET fossin redundants, i la xarxa CSNET es va tancar l'octubre de 1991.

## Components
El projecte CSNET tenia tres components principals: un servei de retransmissió de correu electrònic (Delaware i RAND), un servei de noms (Wisconsin) i tecnologia de túnel TCP/IP-over-X.25 (Purdue). L'accés inicial va ser amb retransmissió de correu electrònic, a través de passarel·les de Delaware i RAND, per telèfon d'accés telefònic o emulació de terminal X.29/X.25. Finalment, l'accés a CSNET va afegir TCP/IP, inclòs l'execució sobre X.25.
El servei de retransmissió de correu electrònic es va anomenar «Phonenet», pel canal específic de telèfon del programari MMDF desenvolupat per Crocker. El servei de noms CSNET va permetre la cerca manual i automatitzada d'adreces de correu electrònic en funció de diversos atributs d'usuari, com ara el nom, el títol o la institució. El túnel X.25 va permetre a una institució connectar-se directament a l'ARPANET mitjançant un servei comercial X.25 (Telenet), mitjançant el qual el trànsit TCP/IP de la institució es tunelitzaria a un ordinador CSNET que actuava com a relé entre l'ARPANET i el xarxes comercials X.25. CSNET també va desenvolupar un programari d'accés telefònic sota demanda (Dialup IP) per iniciar o desconnectar automàticament les sessions SLIP segons sigui necessari a ubicacions remotes. CSNET es va desenvolupar en sistemes VAX-11 de Digital Equipment Corporation (DEC) utilitzant BSD Unix, però va créixer per suportar una varietat de plataformes de maquinari i sistemes operatius.

## Reconeixement
A la reunió del grup de treball d'enginyeria d'Internet del juliol de 2009 a Estocolm (Suècia), la Internet Society (ISOC) va reconèixer la contribució pionera de CSNET en honrar-la amb el Premi Jonathan B. Postel Service. Crocker va acceptar el premi en nom de Landweber i els altres investigadors principals.
Hi ha disponible una gravació de la presentació i acceptació del premi.